# Beker van België (futsal)
De Beker van België is een bekercompetitie in het Belgische zaalvoetbal, die naast de reguliere competities wordt georganiseerd. De inrichtende macht is de KBVB.

## Historiek
In 1991 startte de Koninklijke Belgische Voetbalbond (KBVB), hiertoe verplicht door de UEFA, met een eigen zaalvoetbalcompetitie. Hierdoor verlieten circa 25.000 leden (1200 clubs)  de Belgische Zaalvoetbalbond (BZVB) en gingen onder de vleugels van de KBVB verder.
De titels vanaf 1992 zijn bijgevolg enkel erkend door de KBVB, de BZVB heeft een eigen bekerkampioenschap.

## Erelijst
- 1992: ZVC Dynamo Sint-Niklaas
- 1993: ZVK Sint-Truiden
- 1994: ZVK Ter Linde Mortsel
- 1995: ZVK Ford Genk
- 1996: ZVK Ford Genk
- 1997: Ougrée-Neupré Unis
- 1998: ZVK Eisden-Dorp
- 1999: Ougrée-Neupré Unis
- 2000: TL Ranst
- 2001: ZVC Berchem
- 2002: FK Gilly[2]
- 2003: TL Ranst
- 2004: A21 Charleroi
- 2005: A21 Charleroi

- 2006: A21 Charleroi
- 2007: A21 Charleroi
- 2008: ZVC KK Malle[3]
- 2009: Baio Futsal Morlanwelz[4]
- 2010: A21 Charleroi[5]
- 2011: FT Antwerpen[6]
- 2012: A&M Châtelineau[7]
- 2013: Futsal Châtelineau[8]
- 2014: Futsal Châtelineau[9]
- 2015: FP Halle-Gooik[10]
- 2016: FP Halle-Gooik[11]
- 2017: FS Gelko Hasselt[12]
- 2018: FP Halle-Gooik[13]
- 2019: FP Halle-Gooik[14]